# Anlasstransformator
Ein Anlasstransformator ist ein Transformator und dient dazu, beim Einschalten großer Elektromotoren vorübergehend die Spannung herabzutransformieren und damit den Anlaufstrom zu verringern. 
Der netzspannungsseitige Anlaufstrom verringert sich proportional zum Quadrat des Übersetzungs- bzw. Spannungsverhältnisses.
Anlasstransformatoren werden meist bei Motoren großer Leistung eingesetzt, um einen schonenden Start zu gewährleisten. Aus Kostengründen werden meist Spartransformatoren verwendet. Die Motorspannung wird dabei, von der niedrigsten Spannung ausgehend, mit dem Anlassfortschritt stufenweise erhöht. Die magnetisch bedingten Einschaltstromstöße werden dabei nicht beseitigt, sie entstehen bei dem Schalten jeder Stufe erneut. Die durch die Massenträgheit des Rotors und der Last bedingten, längerdauernden Anlaufströme werden jedoch reduziert.
Um auch die magnetischen Einschaltstromstöße zu beseitigen, muss der Motor ohne Umschaltpausen kontinuierlich gespeist werden. Das gelingt durch aufwendigere Schaltungen, die mittels eines Hilfs-Stelltransformators die Schaltstufen überwinden. Solche Vorrichtungen wurden beispielsweise in älteren Elektrolokomotiven eingesetzt.
Anlasstransformatoren wurden inzwischen fast vollständig durch Frequenzumrichter verdrängt. 